# 鄭清濂

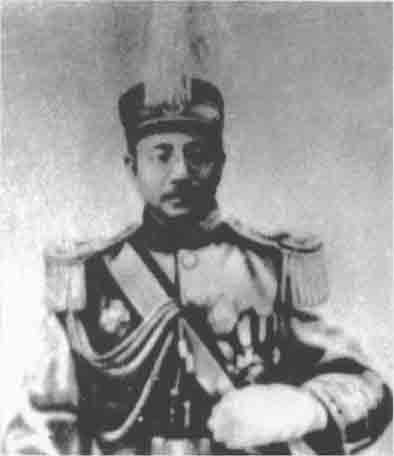

郑清濂（1852年—1927年）字景溪，福建闽县（今福州市）人，中国近代船舶工程师。

## 生平

### 留学欧洲
同治五年（1866年），闽浙总督左宗棠同沈葆桢在马尾创设福建船政局。同年底，沈葆桢筹办船政学堂（最初名为求是堂艺局），初暂设于福州于山白塔寺，同治六年（1867年）马尾校舍落成，该学堂自福州迁至马尾，并开始分前学堂和后学堂。郑清濂14岁时考入福建船政求是堂艺局，后入前学堂制作班学造船。同治十三年（1874年）春，郑清濂毕业于福建船政前学堂第一届制造班，派充船政船厂监工。
光绪三年二月十七日（1877年），福建船政局派第一批郑清濂等28人赴欧洲留学，郑清濂等人先入法国瑟堡造船工程学校（削浦官学）学习“轮机制造兼造枪炮”。光绪五年（1879年），郑清濂等人又入瑟堡造船厂、土伦造船厂见习。后来，郑清濂奉命到法国、比利时、英国等国考察造船厂、轮机厂、钢铁厂等。光绪六年三月（1880年），郑清濂毕业。因为监督李凤苞认定枪炮为海防要务，郑清濂等人乃继续留在法国4个月，加学制造枪炮技术，其中郑清濂、林怡游等人到汕答佃洋枪官厂专门学习“验料炼造诸法”。后来郑清濂经考试获得“监工官文凭”。

### 造船生涯
光绪六年九月（1880年），郑清濂归国，任马尾造船前学堂教习，后来改任船政工程处制船总司（相当于工程师），官职为都司，并赏戴花翎。同年，北洋大臣李鸿章致函清朝驻德国公使李凤苞，同德国“士旦丁伯雷度之伏尔铿”（即瓦罗堪）厂订合同，托建铁甲舰定远舰、镇远舰，郑清濂、刘步蟾、魏瀚、陈兆翱奉派赴德国监制。
归国后，郑清濂获授参将衔，成为福建船政局的技术专家。郑清濂、魏瀚等向福建船政局提交报告，要求制造新型双机钢甲舰，获清廷批准。郑清濂、魏瀚、吴德章监造船身，陈兆翱、李寿田、杨廉臣监造船机，船图仿照法国1885年建造的三艘双机钢甲舰“柯袭德”（“Cocyte”）、“士迪克士”（“Styx”）、“飞礼则唐”（“Phlegeton”）。光绪十二年（1886年）冬，郑清濂、魏瀚等设计的中国首艘双机钢甲舰龙威舰开工，光绪十三年十二月十七日（1888年1月29日），龙威舰下水，随后归北洋水师。
郑清濂还参与设计并监造了穹甲快船“开济”、“镜清”、“寰泰”，此后郑清濂参与监造了“广甲”、“广庚”兵船，“广乙”、“广丙”、“福靖”猎舰，“通济”练船等。
光绪十三年（1887年），郑清濂、吴德章奉命勘察设计并监建马尾罗星塔青州船坞。光绪二十一年（1895年）署上海县知县一职。光绪三十一年（1905年）春，郑清濂擢用福建船政会办，升副将，加总兵衔，管理船政工作处。光绪三十二年（1906年）秋，郑清濂免会办，奉调赴北京。

### 从铁路到海军
光绪三十三年（1907年）， 郑清濂调任汴洛铁路总办。光绪三十四年（1908年），调任京汉铁路总办，并任邮传部参议，任内交涉收回了京汉铁路路权。
宣统元年（1909年）春，郑清濂任筹办海军事务处顾问官。同年秋，他作为顾问官兼译员，随筹办海军大臣载洵、萨镇冰等赴欧洲考察海军，年底归国。宣统二年（1910年），清朝海军部成立，郑清濂获授海军参将，任海军军政司司长，并充留学生廷试总考官等职务。

### 主持船政局
中华民国成立后，1913年10月，北京政府海军总长刘冠雄将福建船政局收归海军部，郑清濂任福建船政局局长。任内他将船政前学堂改为福州海军制造学校，任命陈林璋为校长；将船政后学堂改为福州海军学校，任命王桐为校长；将船政艺圃改为海军艺术学校，任命黄聚华为校长。1913年，他“添购马限山洋船坞一所”，并且向北京政府提出了船政改革计划。
1914年6月28日，郑清濂被海军部授予造船舰主监衔。1916年9月25日，郑清濂辞职归乡。
1927年，郑清濂逝世。

## 家庭
- 女婿：王景岐